# Hermann Langenbeck

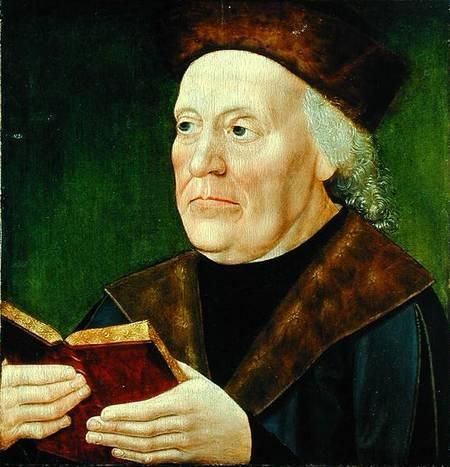
Porträt von Hermann Langenbeck (Wilm Dedeke, um 1515, Kunsthalle Hamburg)

Hermann Langenbeck (* 1452 in Buxtehude; † 1. Mai 1517 in Hamburg) war Jurist und Bürgermeister in Hamburg. Ihn zeigt das älteste erhaltene Porträt eines Hamburger Bürgermeisters.

## Wirken
Der promovierte Jurist wurde 1479 im Alter von 26 Jahren zum Ratsherrn der Freien und Hansestadt Hamburg gewählt.
In der Zeit des Niedergangs der Hanse zeigte er nach außen ein hohes diplomatisches Geschick, die Interessen Hamburgs zu wahren.
Bereits im Februar 1482 wurde Hermann Langenbeck als Nachfolger des hoch angesehenen und verstorbenen Bürgermeisters Hinrich Murmeister gewählt.
Ärger mit den Bürgern bekam er schon im Herbst des gleichen Jahres, als er das Kloster Harvestehude rechtlich reformieren wollte, wo die Töchter der reichen Hamburger ein recht lockeres Leben führten.
In einer Wirtschaftskrise, die am Himmelfahrtstag 1483 in einen Aufstand des Volkes mündete und in der Langenbeck ebenfalls heftiger Kritik ausgesetzt war, beruhigte er die sich streitenden Massen und führte einen neuen Bürgereid ein, der bis 1844 Plattdeutsch gesprochen wurde und danach auf hochdeutsch noch bis 1918 galt.
Die Erneuerung und Festigung des Hamburger Stapelprivilegs von 1482 war ebenfalls eine bedeutende und erfolgreiche Aufgabe Langenbecks.
Heftigen Widerstand leistete Langenbeck gegen die Einrichtung des Reichskammergerichts auf Betreiben des römisch-deutschen Königs Maximilian I. (1495). Er sah das Hamburger Partikularrecht bedroht, ebenso die verfassungsrechtliche Stellung Hamburgs. Den Hamburgern wurde die Anrufung des Reichskammergerichts verboten.
Im Inneren hatte Langenbeck Recht zu sprechen, das nur in ungeordneten Sammlungen von Privilegien, Urkunden, Verträgen usw. vorhanden war und mit seinen Widersprüchen zu anhaltenden Rechtsstreitigkeiten führen konnte. Langenbecks ordnendes Vorgehen führte hier zur Herausgabe des Hamburger Stadtrechts von 1497, das zusammen mit einer Kommentierung, der Langenbeckschen Glosse, seinen Ruf als "Vater der Hamburgischen Rechtswissenschaft" begründete. Fachliche Unterstützung fand er durch Ratssyndicus Albert Krantz und den Lübecker Syndicus Mattheus Packebusch.

## Leben und Familie
Geboren wurde Hermann Langenbeck in Buxtehude als jüngstes Kind des dortigen Bürgermeisters Garleff (II) Langenbeck (ca. 1400–1465) und der Hamburgerin Mechthild vam Mere († 1452), deren Vorfahren aus Holland stammten. Da seine Mutter kurz nach seiner Geburt starb, wurde Gerhard Halepaghe sein Vormund.
Hermann Langenbeck besuchte erst die Lateinschule in Buxtehude, später die Domschule (Marianum) in Hamburg.
Im Alter von 16 Jahren wurde er im April 1467 er an der Universität Rostock immatrikuliert und hier 1469/70 Bakkalar und 1471/72 Magister. Nach dem Grundstudium wählte er 1470 als Fach zunächst die Theologie, war dann 1473 an der Universität in Greifswald immatrikuliert, studierte hier Rechtswissenschaften und wurde im August 1475 zum Bakkalar beider Rechte promoviert. Noch im Oktober des Jahres wurde er zum Rektor der Universität Greifswald gewählt. 1477 weilte er über ein Jahr in Italien und erwarb an der päpstlichen Universität Perugia den Doktortitel beider Rechte. 1478 verließ er Italien und war schon ein Jahr später Ratsherr in Hamburg.
Im Mai 1479 heiratete er in Hamburg Anna Bremer (1459–1485), eine Tochter des Hamburger Bürgermeisters (seit 1447) Detlev Bremer (1403–1459) und der Anna Bekerholt. Ein Sohn war Hermann (II) Langenbeck (ca. 1483–1532), später verheiratet mit Anna Huge, Tochter des Hamburger Bürgermeisters Johann (I) Huge (ca. 1420–1504). Eine Darstellung dieser familiären Verbindungen findet man im "Slechtbok" von 1541 des Joachim Moller der Ältere.